# 農民の踊り
『農民の踊り』（のうみんのおどり、蘭: De boerendans, 英: The Peasant Dance, 独: Der Bauerntanz）は、フランドルの画家ピーテル・ブリューゲルが1568年頃に描いた絵画である。

## 概要
フランドルの農村におけるケルメス（en:Kermesse (festival)）と呼ばれる縁日の様子が描かれている。風俗画に分類される。ブリューゲルは、ケルメスを描いた下絵素描『ホボケンの縁日』を1559年頃に製作している。署名がある一方で、年記はないが、奥行きを出すための遠近法が用いられていることや、大型の人物が描き入れられていることなどから、ブリューゲルの晩年の1568年頃に描かれたものと考えられている。オーストリア・ウィーンの美術史美術館に所蔵されている。

## 作品
村の道で4人ほどの男女が、バグパイプの演奏に合わせて、ペアになって踊っている。画面の右端には、1人の老爺が女性の手を引きながら、踊りに参加するために走り込んできた様子が描かれている。老爺の帽子には、スプーンが装着されている。
画面の左側には、居酒屋の前に持ち出されたテーブルが描かれており、その周りには村民の他に、バグパイプの演奏者が集っている。バグパイプを演奏している太った男性は、指をパイプの穴に正確なポジションに添えており、頬を大きく膨らませている。バグパイプは、極めて正確に描かれている。テーブルの上には、バターやパン、水差しなどが描かれている。
バグパイプ奏者の手前には、小さな子どもに踊りを教えている老女の姿が描かれている。バグパイプ奏者の後方には、素焼きのジョッキを手にしている男性客がビールを勧めている様子が描かれている。帽子で目が隠れている盲人の他に、手を前に差し出している男性は、物乞いであると思われる。
キスを交わす恋人たちや、左右で色が異なる衣服を身につけた道化の他に、家の中から女性を引っ張り出そうとしている人物などが描かれている。画面中央左に描かれた農家の2階の窓からは、赤いケルメスの聖旗が垂れ下げられている。画面右端に描かれた木の幹には、聖母子像の絵が掲げられており、その下には花輪が描かれている。画面後方には、教会が描かれている。